# Never Ever (bài hát của All Saints)
"Never Ever" là một bài hát của nhóm nhạc nữ Anh quốc-Canada All Saints nằm trong album phòng thu đầu tay mang chính tên họ (1997). Nó được phát hành như là đĩa đơn thứ hai trích từ album vào ngày 17 tháng 11 năm 1997 bởi London Records. Bài hát được đồng viết lời bởi thành viên của nhóm Shaznay Lewis với Robert Jazayeri và Sean Mather, trong khi phần sản xuất được đảm nhiệm bởi Cameron McVey và Magnus Fiennes. "Never Ever" là sự kết hợp giữa nhiều thể loại nhạc như R&B, pop và soul với nội dung đề cập đến cảm xúc đầu tiên của những cô gái sau một cuộc chia tay đột ngột, trong đó họ truy vấn về việc họ đã làm gì sai trong mối quan hệ đã qua.
Sau khi phát hành, "Never Ever" nhận được những phản ứng tích cực từ các nhà phê bình âm nhạc, trong đó họ đánh giá cao giai điệu bắt tai của nó, và gọi đây là một điểm nhấn nổi bật từ album. Nó còn gặt hái nhiều giải thưởng và đề cử tại những lễ trao giải lớn, bao gồm chiến thắng tại giải Brit năm 1998 cho Đĩa đơn Anh quốc của năm và Video Anh quốc của năm. "Never Ever" cũng đạt được những thành công vượt trội về mặt thương mại, đứng đầu các bảng xếp hạng ở Úc, New Zealand và Vương quốc Anh, và lọt vào top 10 ở hầu hết những quốc gia nó xuất hiện, bao gồm vươn đến top 5 ở nhiều thị trường lớn như Đan Mạch, Pháp, Ireland, Ý, Hà Lan, Thụy Điển và Thụy Sĩ. Tại Hoa Kỳ, bài hát đạt vị trí thứ tư trên bảng xếp hạng Billboard Hot 100, trở thành đĩa đơn duy nhất của All Saints vươn đến top 10 cũng như lọt vào bảng xếp hạng.
Hai video ca nhạc khác nhau đã được thực hiện cho "Never Ever". Video đầu tiên được đạo diễn bởi Sean Ellis và bao gồm những cảnh nhóm trình diễn bài hát ở một hồ bơi và trong nhà của họ, trong khi phiên bản thứ hai được phát hành ở thị trường Hoa Kỳ và được ghi hình ở một nhà thờ. Để quảng bá bài hát, All Saints đã trình diễn nó trên nhiều chương trình truyền hình và lễ trao giải lớn, bao gồm Saturday Night Live, Top of the Pops, TFI Friday và giải Brit năm 1998, cũng như trong chuyến lưu diễn riêng đầu tay của họ Red Flag Tour. Được ghi nhận là bài hát trứ danh trong sự nghiệp của nhóm, "Never Ever" đã xuất hiện trong tất cả những album tuyển tập của All Saints kể từ khi phát hành, như All Hits (2001), Pure Shores: The Very Best of All Saints (2010) và album phối lại The Remix Album (1998).

## Danh sách bài hát
| Đĩa CD tại châu Âu 1. "Never Ever" – 5:15 2. "I Remember" – 4:04 Đĩa CD maxi tại châu Âu 1. "Never Ever" (radio chỉnh sửa) – 4:45 2. "Never Ever" (Rickidy Raw Urban phối) – 4:19 3. "I Remember" – 4:04 | Đĩa CD #1 tại Anh quốc 1. "Never Ever" – 5:15 2. "Never Ever" (Nice Hat phối) – 4:19 3. "I Remember" – 4:04 Đĩa CD #2 tại Anh quốc 1. "Never Ever" – 5:15 2. "Never Ever" (Booker T's Vocal phối) – 4:19 3. "Never Ever" (Booker T's Down South Dub) – 4:19 4. "Never Ever" (Booker T's Up North Dub) – 4:19 |

## Xếp hạng
| Bảng xếp hạng (1997-98)            | Vị trí cao nhất |
| ---------------------------------- | --------------- |
| Úc (ARIA)                          | 1               |
| Áo (Ö3 Austria Top 40)             | 7               |
| Bỉ (Ultratop 50 Flanders)          | 4               |
| Bỉ (Ultratop 50 Wallonia)          | 16              |
| Canada (RPM)                       | 7               |
| Canada Adult Contemporary (RPM)    | 17              |
| Đan Mạch (Tracklisten)             | 3               |
| Châu Âu (European Hot 100 Singles) | 4               |
| Phần Lan (Suomen virallinen lista) | 12              |
| Pháp (SNEP)                        | 4               |
| Đức (Official German Charts)       | 18              |
| Ireland (IRMA)                     | 2               |
| Ý (FIMI)                           | 5               |
| Hà Lan (Dutch Top 40)              | 4               |
| Hà Lan (Single Top 100)            | 4               |
| New Zealand (Recorded Music NZ)    | 1               |
| Na Uy (VG-lista)                   | 6               |
| Scotland (OCC)                     | 1               |
| Thụy Điển (Sverigetopplistan)      | 3               |
| Thụy Sĩ (Schweizer Hitparade)      | 4               |
| Anh Quốc (OCC)                     | 1               |
| Hoa Kỳ Billboard Hot 100           | 4               |
| Hoa Kỳ Pop Airplay (Billboard)     | 3               |
| Hoa Kỳ Rhythmic (Billboard)        | 25              |

| Bảng xếp hạng (1997)                 | Vị trí |
| ------------------------------------ | ------ |
| Netherlands (Dutch Top 40)           | 232    |
| UK Singles (Official Charts Company) | 13     |
| Bảng xếp hạng (1998)                 | Vị trí |
| Australia (ARIA)                     | 5      |
| Austria (Ö3 Austria Top 40)          | 30     |
| Belgium (Ultratop 50 Flanders)       | 19     |
| Belgium (Ultratop 40 Wallonia)       | 58     |
| Canada Adult Contemporary (RPM)      | 79     |
| Europe (European Hot 100 Singles)    | 13     |
| France (SNEP)                        | 53     |
| Germany (Official German Charts)     | 99     |
| Italy (FIMI)                         | 70     |
| Netherlands (Dutch Top 40)           | 21     |
| Netherlands (Single Top 100)         | 13     |
| New Zealand (Recorded Music NZ)      | 9      |
| Norway Winter Period (VG-lista)      | 15     |
| Sweden (Sverigetopplistan)           | 24     |
| Switzerland (Schweizer Hitparade)    | 24     |
| UK Singles (Official Charts Company) | 16     |
| US Billboard Hot 100                 | 42     |

| Bảng xếp hạng (1990–99)              | Vị trí |
| ------------------------------------ | ------ |
| UK Singles (Official Charts Company) | 14     |

| Bảng xếp hạng                        | Vị trí |
| ------------------------------------ | ------ |
| UK Singles (Official Charts Company) | 101    |

## Chứng nhận
| Quốc gia                                                                           | Chứng nhận  | Số đơn vị/doanh số chứng nhận |
| ---------------------------------------------------------------------------------- | ----------- | ----------------------------- |
| Úc (ARIA)                                                                          | 2× Bạch kim | 140.000^                      |
| Bỉ (BEA)                                                                           | Vàng        | 0*                            |
| New Zealand (RMNZ)                                                                 | Vàng        | 7,500*                        |
| Thụy Điển (GLF)                                                                    | Vàng        | 15.000^                       |
| Thụy Sĩ (IFPI)                                                                     | Vàng        | 25.000^                       |
| Anh Quốc (BPI)                                                                     | 2× Bạch kim | 1,428,282                     |
| * Chứng nhận dựa theo doanh số tiêu thụ. ^ Chứng nhận dựa theo doanh số nhập hàng. |             |                               |